# 綠背姬鶲
綠背姬鶲（學名：Ficedula elisae）是屬於鶲科的一種雀鳥，是姬鶲屬的一種。分佈於中國、馬來西亞、泰國及越南。出沒於林地。體長13厘米。

## 分类
该物种以前被视为黄眉姬鹟的「东陵亚种」（学名：F. n. elisae），模式产地在河北。该物种是单型物种，没有亚种分化。

## 形態
上體灰綠色，眼圈皮黃色，眼前有黃色短紋。翼和尾黑色，覆羽和飛羽羽緣有白邊。下體和腰部黃色，嘴和腳黑色。

## 分布
绿背姬鹟分布于繁殖于中国华北地区及东北地区；迁移至华南、海南和东南亚的泰国、马来亚和越南。

## 腳註
1. ↑  BirdLife International. 2016. Ficedula elisae. The IUCN Red List of Threatened Species 2016: e.T103769400A104316829. http://dx.doi.org/10.2305/IUCN.UK.2016-3.RLTS.T103769400A104316829.en （英文）
2. ↑  中国科学院动物研究所. . 《中国动物物种编目数据库》. 中国科学院微生物研究所.   [2009-04-04]. （原始内容存档于2013-12-03）.
3. 1 2  Clements, J. F.; Schulenberg, T. S.; Iliff, M. J.; Billerman, S. M.; Fredericks, T. A.; Gerbracht, J. A.; Lepage, D.; Sullivan, B. L.; Wood, C. L. . 2021  [2022-10-12]. （原始内容存档于2022-03-12）.